# Toph Beifong
Toph Beifong (北方拓芙T, Běifāng TàfúP), è un personaggio immaginario della serie animata statunitense Avatar - La leggenda di Aang, creato da Michael Dante DiMartino e Bryan Konietzko.
È comunemente identificata come una dominatrice della terra estremamente potente, talentuosa e magistrale. Ha la capacità elementare di manipolare geocineticamente, rimodellare e controllare rocce e fango, e successivamente sostanze metalliche e sabbia fine. Nello spettacolo, è l'unica figlia della ricca famiglia Beifong, il cui simbolo è un cinghiale alato. Toph è cieca dalla nascita, ma, grazie alle sue vaste abilità da dominatrice, riesce a localizzare oggetti e i loro movimenti intorno a lei percependo le loro vibrazioni (meccanocettore). Viaggia insieme ad Aang e ai suoi amici come insegnante del dominio della terra dell'Avatar.

## Concezione e sviluppo
Inizialmente, Toph venne concepito come un ragazzo di sedici anni che era atletico e muscoloso, progettato per essere un ostacolo per Sokka. Mentre la serie progrediva e il tempo si avvicinava all'introduzione di un dominatore della terra che si sarebbe dovuto unire ai personaggi principali, il capo sceneggiatore Aaron Ehasz introdusse l'idea di una ragazzina in grado di sconfiggere robusti e muscolosi dominatori della terra. Nonostante inizialmente l'idea venne respinta dal co-creatore di Avatar Bryan Konietzko, dopo molte lunghe discussioni Konietzko si arrese e decise di introdurla, trasformandola in donna e diventando in breve tempo uno dei suoi personaggi preferiti. Il design originale del personaggio è stato riciclato da quelli di personaggi minori come Boulder e Sud. Il suo design originale ha notevolmente influenzato l'aspetto di Bolin ne La leggenda di Korra. Il suo abbigliamento nell'arena del Regno della Terra, l'abbigliamento che indossa per la maggior parte in Avatar - La leggenda di Aang, è stato ispirato dagli stili di moda europei. Il suo costume era modellato sull'abbigliamento tradizionale della dinastia Tang.
Toph utilizza uno stile di combattimento unico di dominio della terra, basato sullo stile Mantide del Sud.
Dopo le apparizioni di Katara e Zuko in La leggenda di Korra, secondo DiMartino era arrivato il momento di introdurre anche Toph (nonostante ci fossero dei piani per introdurla nella terza, la sua prima apparizione avviene solo nella quarta). Nel Libro quarto, lei era destinata a servire come un ostacolo per Korra con il suo "stile di mentore burbero" in contrasto con la personalità dell'Avatar. Il suo design è diventato un argomento di difficoltà per lo staff, che voleva che tornasse alle dimensioni del suo sé dodicenne dalla serie originale nonostante i flashback nella prima stagione de La leggenda di Korra, in cui appariva cresciuta in altezza. Konietzko era soddisfatto dei desideri dello staff, ma voleva che la sua altezza ridotta venisse da lei che si era ingobbita da allora. Gli artisti hanno avuto problemi nella realizzazione di questo progetto, realizzando numerose varianti.
Ne Il passo del serpente, nel passaporto di Toph c'è scritto 土 國 頭等 護照 北方 拓 芙 (tǔ guó tóu hù zhào běi fāng tuò fú), che si traduce come "Passaporto di prima classe del Regno della Terra: Beifong Toph". Qui, il suo nome significa "loto supportato", che corrisponde alla visione dei genitori della figlia come un fiore che ha bisogno di protezione. In "Tales of Ba Sing Se", il suo nome è scritto come 托夫 (Tuō Fū), che è la trascrizione fonetica basata sulla guida ufficiale per i nomi stranieri. Ne Il re della Terra, il suo nome è tornato a 拓 芙. Il suo cognome Beifong (北方) è vicino alla pronuncia mandarino della parola "Nord" (běi fāng). La parola 托 (Tuō) significa anche "sostenere il palmo della mano" ed è la parola usata per l'infanzia.

## Apparizioni

### Avatar - La leggenda di Aang
Appare per la prima volta nel quarto episodio della seconda stagione.
Toph è la figlia di una ricca e nobile famiglia del Regno della Terra, i Beifong. I suoi genitori, Lao e Poppy, ansiosi e rigidi, le impedirono di vivere in modo semplice costringendola a seguire le rigide regole del galateo e trattandola come un'invalida per via della sua cecità. Fuggita dalla residenza di famiglia, Toph incontra le talpe-tasso, imparando da loro il dominio della terra e la capacità di "vedere" percependo le vibrazioni del terreno. Con questa nuova abilità, Toph inizia così a partecipare a incontri di lotta fra dominatori della terra con il nome di battaglia di Bandita cieca: pur gareggiando con potenti energumeni, Toph riesce a rimanere imbattuta fino all'arrivo di Aang, il quale disinteressato dalla vittoria la sorprende con una mossa di dominio dell'aria che, pur non essendo consentita dal regolamento, dà la vittoria al ragazzino irritando non poco Toph. In seguito, la ragazzina decide di seguire Aang, Katara e Sokka, scappando dalla morsa opprimente della sua famiglia, che invia subito sulle sue tracce il maestro di dominio della terra di Toph ed il gestore degli incontri tra dominatori a cui Toph gareggiava. Toph diviene quindi la maestra di dominio della terra di Aang. Come si è detto, Toph proviene da una famiglia nobile ma disapprova totalmente il loro modo di vivere raffinato; quando è lontana dai propri familiari si esprime liberamente manifestando rudezza, cinismo, egoismo, sprezzo delle regole e belluinità; ma anche incredibile forza di volontà e lealtà nei confronti delle persone a cui vuole bene. Toph è ossessionata dal desiderio di riscatto dalla propria menomazione sensitiva e vuole dimostrare che pur essendo cieca può cavarsela da sola; solo grazie ai suggerimenti di Iroh, incontrato casualmente, inizia a capire come l'aiuto degli altri sia importante.

#### Fumetti
Nella graphic-novel La promessa (The promise pubblicato in patria in tre volumi dalla Dark Horse nel 2012), è stato rivelato che Toph ha fondato la Accademia dominio del metallo Beifong, un'istituzione educativa per aiutare i dominatori della terra a imparare il dominio del metallo, poco dopo la fine della serie televisiva. Scelse i suoi tre studenti (Penga, Ho Tun e un ragazzo soprannominato "Tipo Dark") sulla base del tremore in loro presenza del suo braccialetto di meteorite. Anche se reclamava che le sue motivazioni dietro la fondazione della scuola erano dovute al suo amore per il dominio del metallo, in realtà le piace avere potere sulle persone. Inizialmente preoccupata, i suoi studenti non sono in grado di essere dominatori del metallo, la sorprendono con la loro vittoria su Kunyo e sui suoi studenti dominatori del fuoco, rinnovando la sua fiducia in loro e partecipa alla battaglia per Yu Dao.
Nel successivo fumetto La spaccatura del 2014 (The Rift, sempre edito in tre volumi dalla Dark Horse), Toph incontra suo padre per la prima volta dalla serie, anche se rifiuta di riconoscerla come sua figlia. Toph impedisce ad altri di essere uccisi dai detriti che cadono da una miniera che sta crollando, incluso suo padre, che si riconcilia con lei mentre Toph salva la vita a tutti. In seguito, aiuta i suoi studenti ad assistere Aang nella sua battaglia contro lo spirito di Old Iron.

### La leggenda di Korra
Ne La leggenda di Korra, viene rivelato che Toph ha fondato le forze di polizia di Città della Repubblica e ha insegnato l'arte del dominio del metalli ai suoi studenti. Due delle sue studentesse erano le sue figlie Lin e Suyin. Le sue figlie menzionano a Korra che in realtà sono sorellastre da due padri diversi, ma le loro identità non sono state rivelate, e per motivi ancora inspiegabili nessuna delle due figlie di Toph ha mai conosciuto suo padre. A causa della sua rigida educazione, Toph ha cresciuto la coppia come genitore single senza praticamente restrizioni. Ma entrambi fecero sentire che li stava ignorando perché il loro reciproco bisogno di attenzione li indusse a reagire in modi diversi: la più grande e severa Lin seguiva le orme di sua madre come ufficiale di polizia di Città della Repubblica mentre lo spirito libero Suyin si ribellò a Toph impicciandosi con la folla sbagliata. Alla fine, Lin ha sorpreso Suyin a guidare l'auto in fuga per i suoi amici criminali dopo un furto di gioielli, durante il quale Suyin ha accidentalmente sfregiato il lato destro del viso di Lin. Toph è stata costretta a guardare dall'altra parte e strappare il rapporto della polizia a causa delle polemiche che avrebbe causato prima di mandare via Suyin per vivere con i suoi nonni. Toph, sentendosi in colpa per le sue azioni discutibili, si ritirò l'anno successivo con Lin che alla fine le succedette come capo della polizia di Città della Repubblica prima della prima stagione. Nella quarta stagione Toph fa il suo ritorno, incontrando Korra nella palude del Regno della Terra e aiutandola nel rimuovere il residuo veleno di metallo liquido posto nel suo corpo dal Loto Rosso e nel superare le sue paure provocate dai suoi avversari passati. Toph successivamente aiuterà Lin, sua nipote Opal e Bolin, a liberare Suyin e la sua famiglia dalle forze dell'Impero della Terra di Kuvira. Rivela che il padre di Lin si chiamava Kanto, un uomo simpatico il cui rapporto con Toph non ha funzionato.

## Personalità
Toph è ferocemente indipendente, diretta, bellicosa, e si esercita a deridere e insultare i suoi avversari e occasionalmente i suoi amici, in particolare Sokka (del quale comunque ne è segretamente innamorata). In diverse occasioni si vede Toph pulirsi il naso con le dita, sputare e ruttare rumorosamente. Come ha spiegato ad Aang e ai suoi compagni, lo fa intenzionalmente come una ribellione contro i principi della cultura raffinata che i suoi genitori aristocratici hanno tentato di inculcarle. Se la situazione lo richiede assolutamente, in realtà sa come comportarsi nella cultura del Regno della Terra della classe superiore molto meglio dei Aang e compagni. Di solito è coperta di terra, o come lo chiama "un salutare rivestimento di terra".
Nonostante conservi ancora molta della sua forza come dominatrice della terra anche in età avanzata, Toph rifiuta di prendere parte a conflitti prolungati, ammettendo che è troppo vecchia e manca di energia per tali sforzi. Tuttavia, ha attaccato Kuvira, il principale antagonista del Libro quarto de La leggenda di Korra, quando ha messo questa ha messo in pericolo la sua famiglia.

## Poteri e abilità
Toph si dichiara la migliore dominatrice della terra mai esistita: riesce a manipolare terra e roccia a suo piacimento, con una potenza in grado di spezzare le montagne. Arriva addirittura a "cavalcare" il terreno sollevando intere colline sotto i piedi. Il suo dominio della terra è così particolare che le consente più avanti nella storia di dominare anche il metallo: Toph comprende infatti che il metallo non è altro che una forma particolarmente raffinata di terra riuscendo così ad inventare quest'arte. In alcuni episodi la si vede dominare la sabbia, seppur con difficoltà: la sabbia, infatti, non essendo compatta ed uniforme, le impedisce di percepire cos'ha attorno.
Toph è cieca, ma non è quasi mai limitata da ciò. La ragazzina infatti "vede" attraverso i piedi (sempre scalzi) cogliendo ogni minima vibrazione del terreno mediante ciò che viene definito "senso sismico". Si trova in difficoltà quando non può stare a contatto con il terreno o quando si trova sul ghiaccio e sabbia perché terreni non compatti o particolari possono alterare questa sua capacità; oltre al tatto, il senso dell'udito di Toph è notevolmente sviluppato, tanto da permetterle di capire chi sta mentendo unicamente dal respiro e dal battito cardiaco, in combinazione anche al senso sismico. Toph è inoltre fortissima e notevolmente resistente. Il suo stile di arti marziali è il Chu Gar della mantide religiosa del Sud.